# 北海道標津高等学校
北海道標津高等学校（ほっかいどうしべつこうとうがっこう、Hokkaido Shibetsu High School）は、北海道標津郡標津町にある公立（道立）の高等学校。全日制普通科。

## 沿革
- 1934年（昭和9年） - 公立青年学校標津村立標津実践女学校として開校
- 1941年（昭和16年） - 標津村立北海道標津実科高等女学校に昇格
- 1943年（昭和18年） - 標津村立北海道標津高等女学校に改称
- 1949年（昭和24年） - 標津村立北海道標津高等家政学校になる
- 1950年（昭和25年） - 北海道中標津高等学校標津分校になる
- 1951年（昭和26年） - 標津村立北海道標津高等学校になる
- 1963年（昭和38年） - 標津町より北海道に移管、北海道標津高等学校と改称。同年、羅臼分校を設置
- 1975年（昭和50年） - 羅臼分校が北海道羅臼高等学校として独立